# Ocean Drive (revista)
Ocean Drive es una revista estadounidense dedicada al entretenimiento y a los eventos locales de Miami, Florida. La publicación, a menudo, incluye entrevistas a celebridades y narra historias sobre música y vida nocturna. Fue fundada por Jerry Powers en enero de 1993. Sarah Harrelson es su redactora jefe y sus oficinas centrales se encuentran en South Beach.